# Braguette

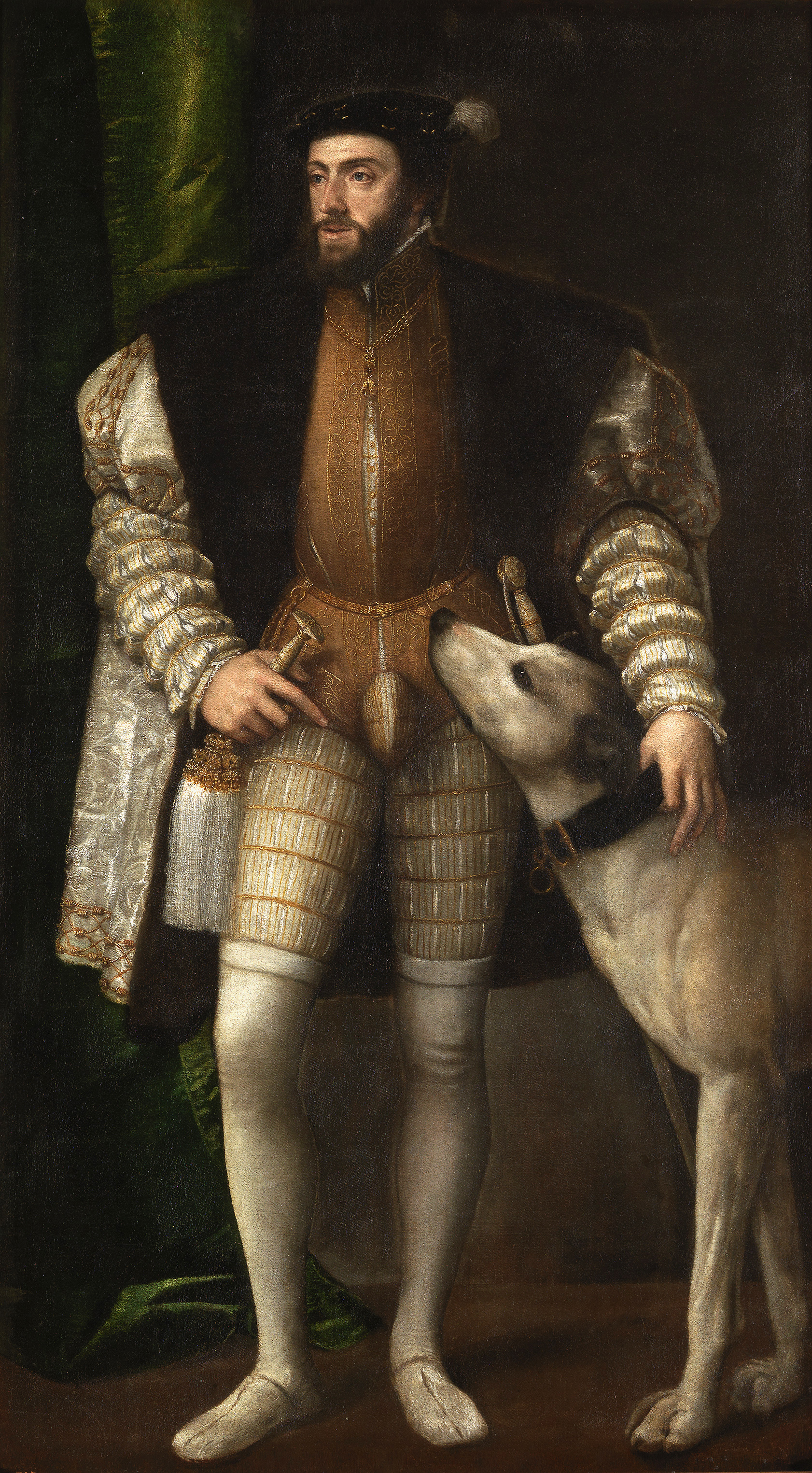
Karel V met hond, 1532-1533 door Titiaan

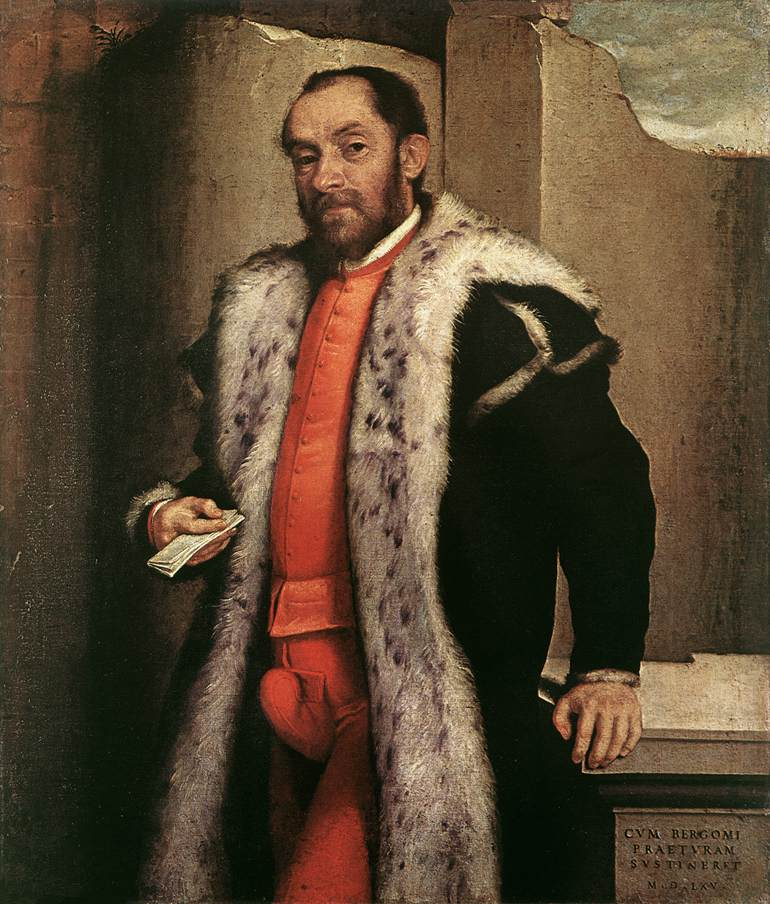
Portret van Antonio Navagero uit 1565 van de Italiaanse schilder Giovanni Battista Moroni

Een braguette (ook codpiece, schaambuidel, schaamkap, kulzak of kullezak) is een kap, zak of buidel die de schaamstreek van de man bedekt. Men droeg het in de 15e en 16e eeuw tussen de hozen (losse broekspijpen) en het was daaraan met knopen bevestigd. Het werd in de 16de eeuw een symbool van viriliteit en kreeg steeds grotere afmetingen; men borg er geld, zakdoeken en zelfs versnaperingen in. Aan het einde van de 16e eeuw kwam de culotte in zwang (een kniebroek die aan beide zijden met knopen dicht werd gemaakt) en verdween de braguette uit de mode.

## Oorsprong
Tot in de 14e eeuw droegen mannen lange, losse kousen, ook hozen genoemd, die met veters waren bevestigd aan de onderbroek. Daaroverheen viel een overkleed of jak. Aan het begin van de 15e eeuw werd dit jak bij modieuze lieden steeds korter en dreigde de kous-onderbroek-verbinding zichtbaar te worden. Ter camouflage werd daarom van dezelfde stof als de hozen een driehoekig lapje gedragen, ook lats of latse genoemd. In de 16e eeuw groeide dit lapje uit tot de braguette.

## Historische vermeldingen
De braguette komt op veel afbeeldingen uit die tijd voor. Bekende dragers waren bijvoorbeeld Hendrik VIII van Engeland, keizer Karel V en Grote Pier. Maar ook bij de gewone man uit de 16e eeuw was de braguette een modieus onderdeel van de kledij, zoals op verschillende schilderijen van bijvoorbeeld Pieter Bruegel de Oude wordt uitgebeeld.
Ook in de literatuur van die tijd wordt het kledingstuk genoemd. In 1600 vermeldde William Shakespeare bijvoorbeeld in zijn toneelstuk Much Ado About Nothing, Act III, Scene III:
BORACHIO:
120 Seest thou not, I say, what a deformed thief this
121 fashion is? how giddily a' turns about all the hot
122 bloods between fourteen and five-and-thirty?
123 sometimes fashioning them like Pharaoh's soldiers
124 in the reeky painting, sometime like god Bel's
125 priests in the old church-window, sometime like the
126 shaven Hercules in the smirched worm-eaten tapestry,
127 where his codpiece seems as massy as his club?
CONRADE:
128 All this I see; and I see that the fashion wears
129 out more apparel than the man. But art not thou
130 thyself giddy with the fashion too, that thou hast
131 shifted out of thy tale into telling me of the fashion?
In Shakespeares komedie The Two Gentlemen of Verona, Act II, Scene VII, wordt het kledingstuk ook genoemd. Protagoniste Julia wil zich verkleden als man, omdat ze wat uit te zoeken heeft. Haar dienstmaagd Lucetta raadt haar aan dan ook een codpiece te dragen; dit wordt geweigerd door Julia: "I fear me, it will make me scandalized".
In Gargantua en Pantagruel van Rabelais wordt er spottend verwezen naar de behaagzieke mannen met braguettes.

## Galerij

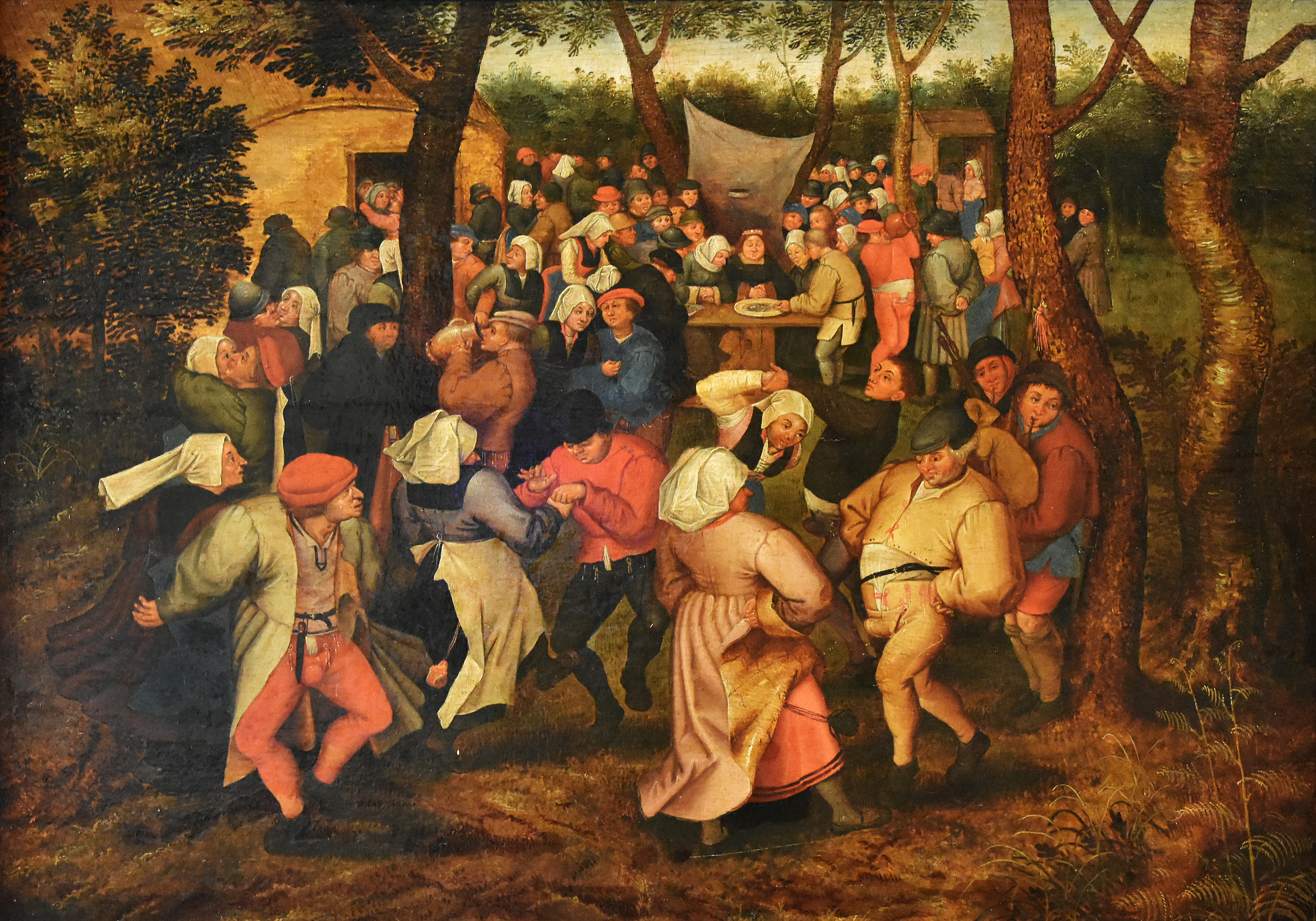
Boerenbruiloft, Pieter Brueghel de Jonge, 1567
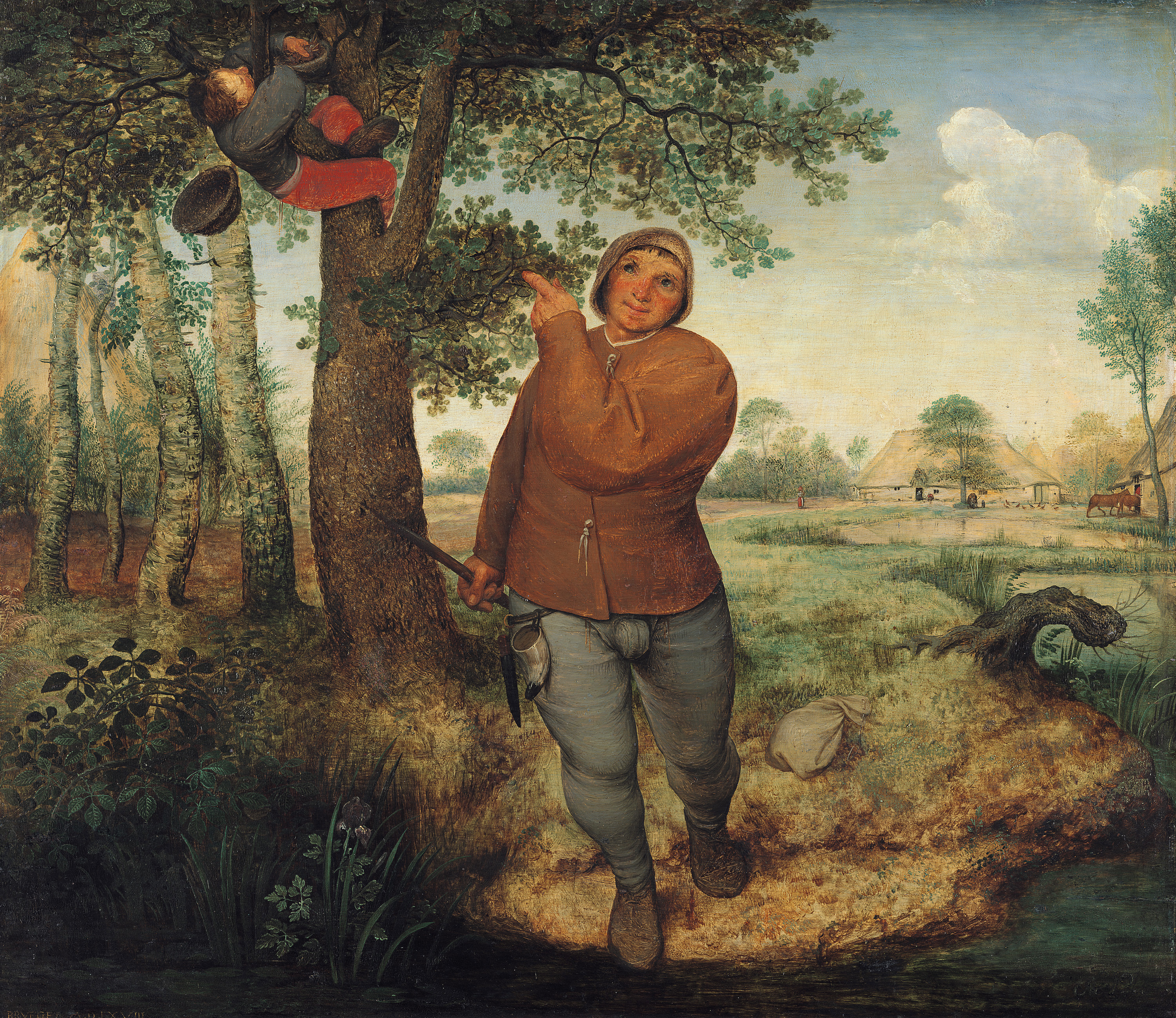
De Nestenrover, Pieter Brueghel de Jonge, 1568
Portret van Hendrik VIII, Hans Holbein de Jonge, rond 1537
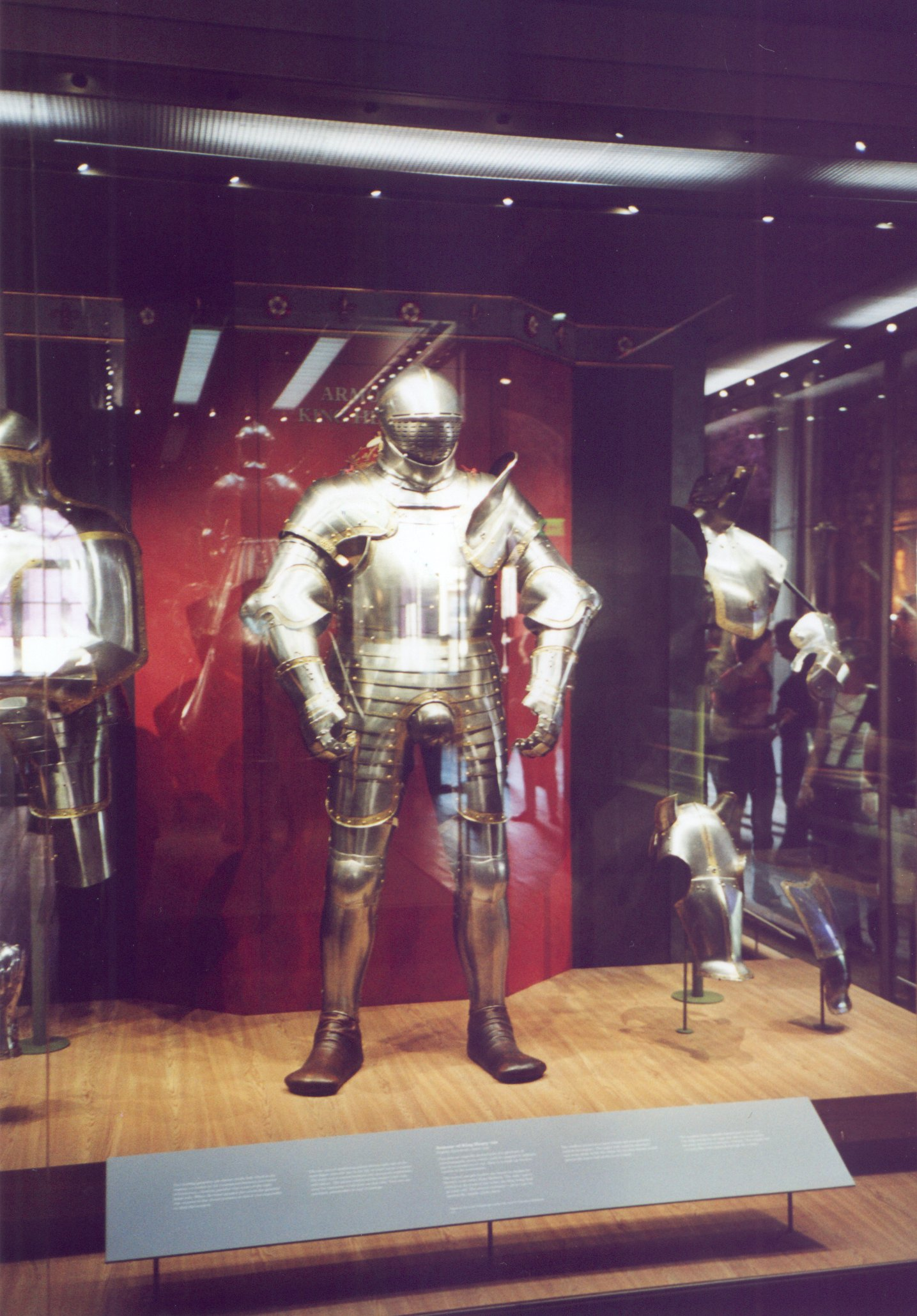
Zijn harnas met als toque ontworpen braguette